# Sonny Reeder
Sonny Reeder, geboren als Julius Coëlho (19 juni 1946 - 17 september 2010), was een Arubaans zanger. In de jaren zeventig en eerste helft van de jaren tachtig bracht hij verschillende singles uit, waaronder zijn hit You're the only one for me.

## Biografie
Coëlho werd in 1946 geboren op Aruba. Reeder in zijn artiestennaam is de achternaam van zijn moeder. In 1965 verhuisde hij naar Nederland. Hij werd bekend om zijn klassieke popmuziek en werd vooral beïnvloed vanuit de jazz en door zangers als Oscar Peterson, Johnny Pearson en Frank Sinatra.
Hij zong al toen hij nog op Aruba woonde en van beroep was hij graficus. In circa 1972 maakte hij de overstap naar een professionele zangcarrière. Hij gaf optredens in Nederland en op de Antillen, en soms ook in het buitenland zoals op Mallorca.
In de jaren zeventig en eerste helft van de jaren tachtig bracht hij verschillende singles uit. In de Top 20 van Curaçao stond hij met You're the only one for me (minimaal) vier weken genoteerd. Reeder werd in 1979 tijdens het Gouden Orpheusfestival in Bulgarije uitgeroepen tot beste zanger. Tijdens dit festival werd hij muzikaal begeleid door een orkest onder leiding van Harry de Groot. 
In 1993 had hij onder de naam Sonny Moreno nog een bescheiden hitje met het nummer de Vakantie-man met het refrein Vakantieman, het is zo gezellig hier! en was daarmee regelmatig te gast in het veel bekeken televisieprogramma de Vakantieman.

## Singles
- ? : Todo el tiempo Nena
- 1970: All of the time girl
- 1971: You're the only one for me
- 1974: Can you feel it
- 1974: I will
- 1978: Jerico
- 1981: Christmas again
- 1986: Aruba
- 1986: In the eyes of the world
- 1993: de Vakantie-man (als Sonny Moreno)
- 1993: Aruba" (als Sonny Moreno)
- 1993: Stranger In Need Of Love  (als Sonny Moreno)